# Лаишевский район
Лаи́шевский райо́н (тат. Лае́ш районы́) — административно-территориальная единица и муниципальное образование (муниципальный район) в составе Республики Татарстан Российской Федерации. Находится в западной части республики на месте слияния рек Волги и Камы. Административный центр — город Лаишево.
Лаишевский район был образован 14 февраля 1927 года. В 1963-м его присоединили к Пестречинскому району, а через два года воссоздали как административную единицу с центром в городе Лаишево.
Район часто неофициально именуется «Державинским краем» — по имени самого известного уроженца, российского поэта Гавриила Державина.

## География
Лаишевский район расположен на берегу Куйбышевского водохранилища в 62 км к юго-востоку от Казани. Его территория занимает 2094,43 км². Граничит с Казанью, Пестречинским, Рыбно-Слободским районами, по акватории Куйбышевского водохранилища — с Верхнеуслонским, Камско-Устьинским, Алексеевским, Спасским районами. Крупные реки — Волга, Кама и Мёша. Множество мелких озёр; площадь крупного Ковалевского озера — 1,245 км².

## Герб и флаг
Герб Лаишевского района, разработанный на основе исторического герба уездного города Лаишева Казанской губернии, был утверждён решением представительного органа Лаишевского муниципального района 8 декабря 2005 года. Он выполнен в форме щита с изображениями серебряных волн на лазурном фоне, в центре — золотой крытый струг с вымпелом на мачте и две красные рыбы по бокам от него. Золото — символ урожая и богатства, рыбы означают развитый в районе рыбный промысел, волны — водные просторы Куйбышевского водохранилища. Флаг Лаишевского района сделан на основе герба, прямоугольной формы, с тем же изображением.

## История

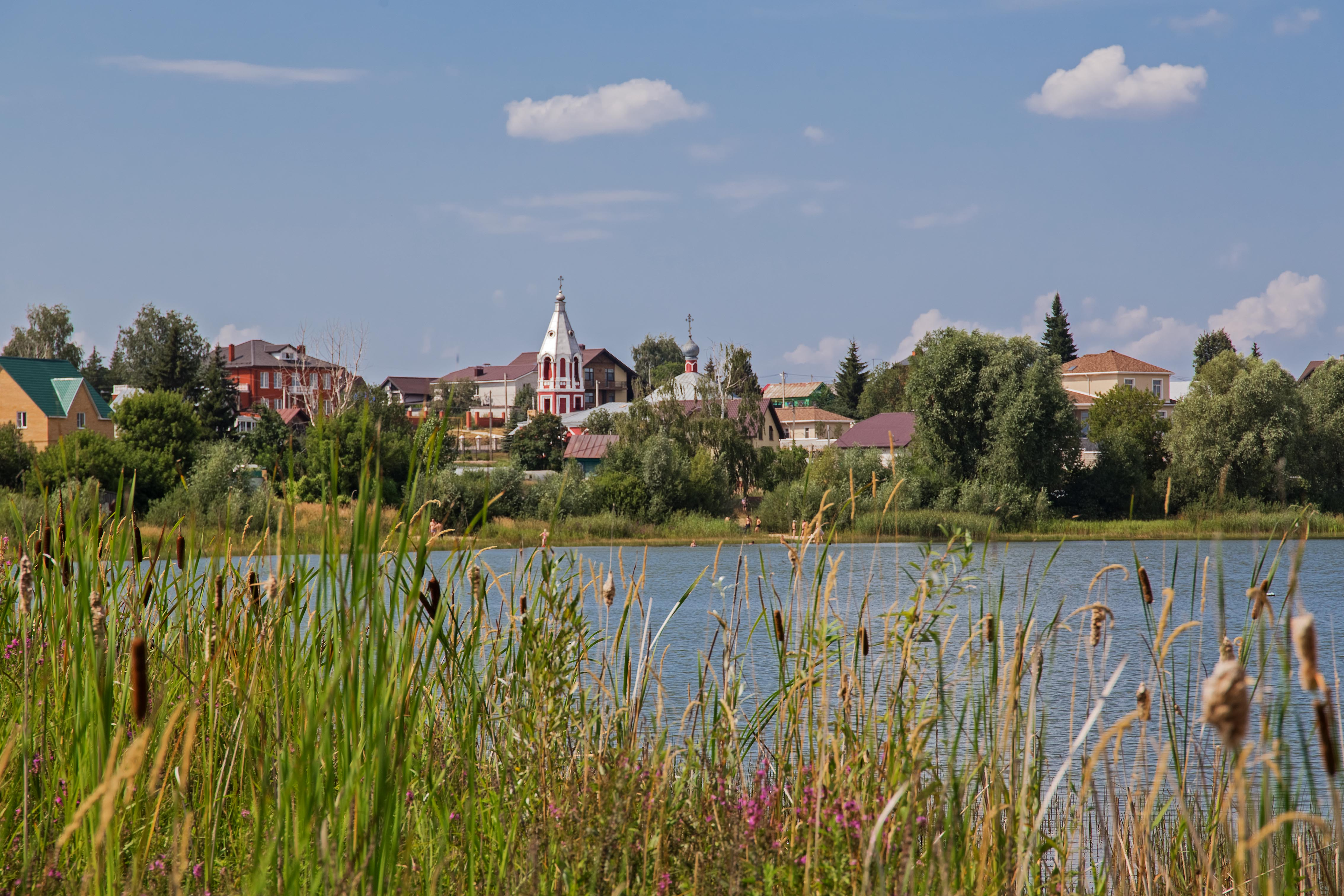
Церковь в Песчаных Ковалях

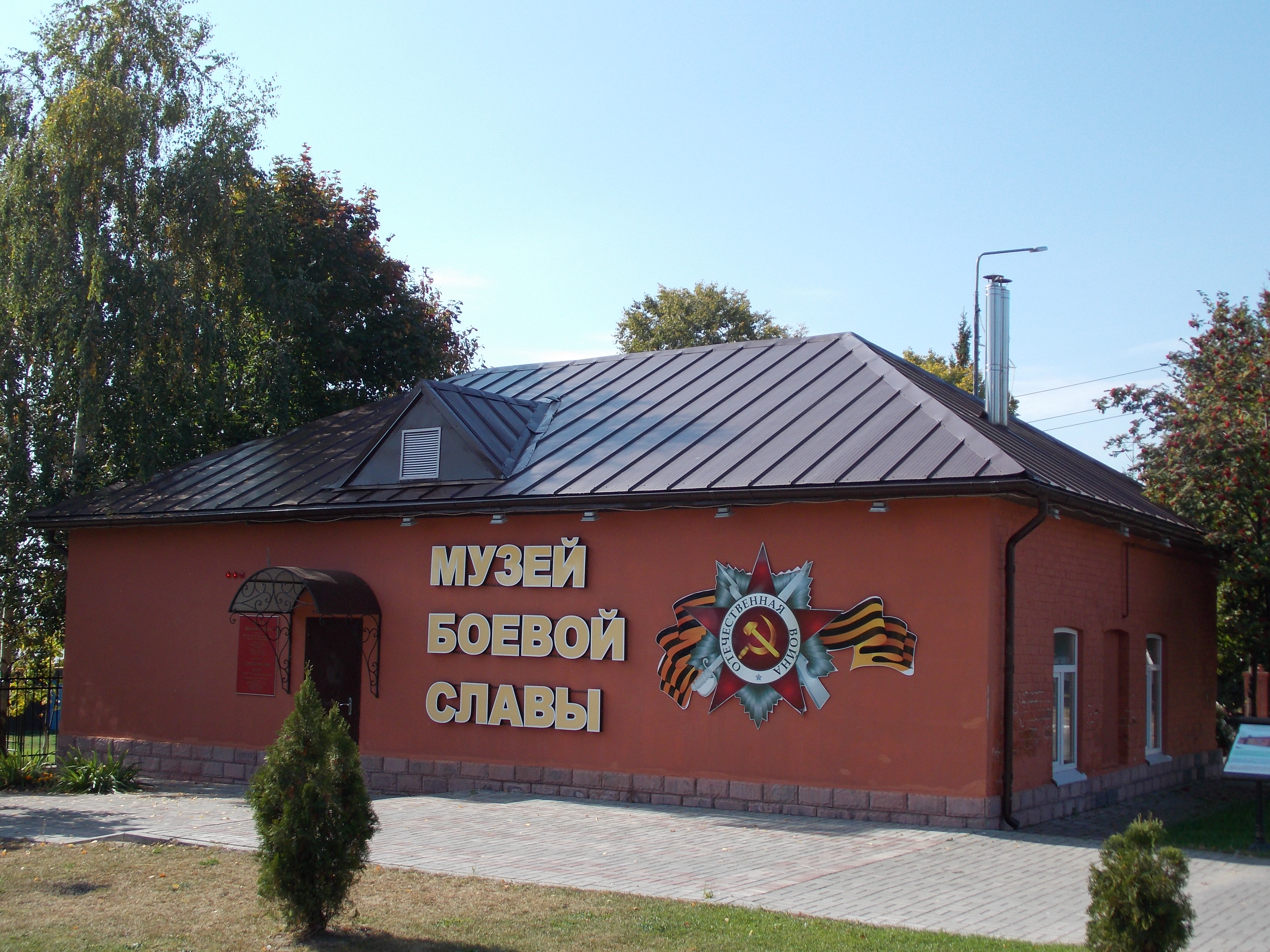
Музей в Лаишево

### Этимология
По легенде из «Никоновский летописи», название района пошло от древнего татарского поселения Лаиш, которое в свою очередь носило имя своего основателя — старца Лаиша из Булгара.

### XVI—XVIII века
Город Лаишев основали как город-крепость в 1557 году в 62 км от Казани. Он служил для защиты переправы через Каму от нападений ногайцев и марийцев. Первыми жителями города были стрельцы, пушкари и прочие военнослужащие. Стена Лаишевского острога протяжённостью около 500 метров имела 6 башен и 582 бойницы. Уже к 1650-м годам город утратил военное значение — служащие покидали крепость, из-за чего население сократилось вдвое.
В 1708 году Лаишево значился пригородом Казанской губернии, в 1781-м он получил статус уездного города и стал четвёртым по величине в Казанской губернии. После этого в город потянулись на заработки со всего Лаишевского уезда, начала развиваться экономика, строились административные здания. С начала XIX века в Лаишево проходили Железные ярмарки, где продавали чугун, железо и изделия из металлов.

### XIX—XXI века
В конце XIX века в Лаишево жили 5380 человек, в городе работали богадельня, двухклассное училище, больница, почтово-телеграфная станция, сиротский суд, казначейство, женская прогимназия и церковно-приходское училище.
Лаишевский район был образован 14 февраля 1927 года в числе восьми первых районов ТАССР. Тогда же были упразднены Лаишевский, Свияжский и Тетюшский кантоны. На тот период в муниципальное образование входили 40 сельсоветов и 85 населённых пунктов, где проживали уже 52 997 человек. В августе 1938 года часть территории перешла к Столбищенскому району, в 1944 году несколько сельсоветов передали в Салтанский (с 5 апреля 1946 года — Корноуховский) район. 22 ноября 1954 года к Лаишевскому району была присоединена часть территории упразднённого Корноуховского района. В 1956, после затопления водохранилища Куйбышевской ГЭС, почти треть земель Лаишевского района ушло под воду, пострадали деревни, пашни и луга. В 1963 году Лаишевский район присоединили к Пестречинскому, но уже через два года воссоздали его как самостоятельную административную единицу — 12 января 1965 года. В 1990-м Лаишево включили в перечень исторических городов России.
Территории района продолжают меняться. Так, 9 июня 2010 года региональным законом Нармонское и Караишевское сельские поселения были объединены в Нармонское сельское поселение. А 16 ноября 2020 года часть земель Матюшинского сельского поселения Лаишевского района площадью 63,2 га перешло к Казани: там планируется строительство спортивного комплекса «Биатлон».
С 2010 по 2019 год главой района являлся Афанасьев Михаил Павлович. С 2020-го эту должность занимает Зарипов Ильдус Фатихович. Исполнительным комитетом руководит Новиков Анатолий Александрович.

## Население

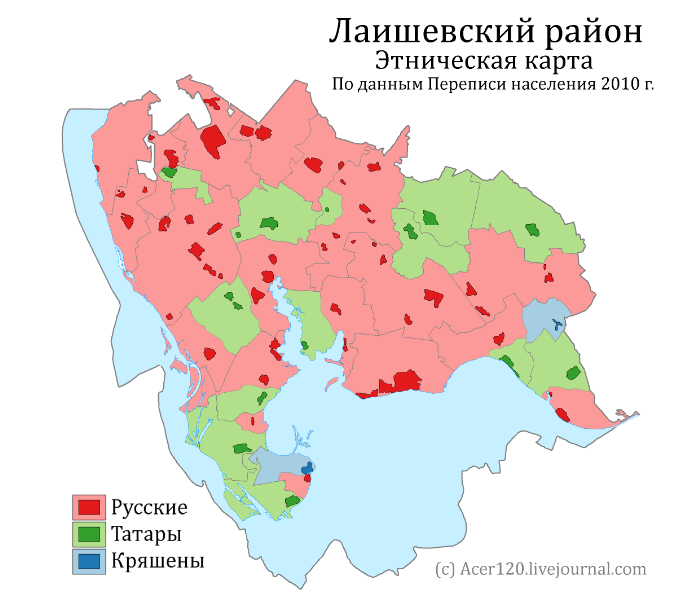
Этническая карта Лаишевского района

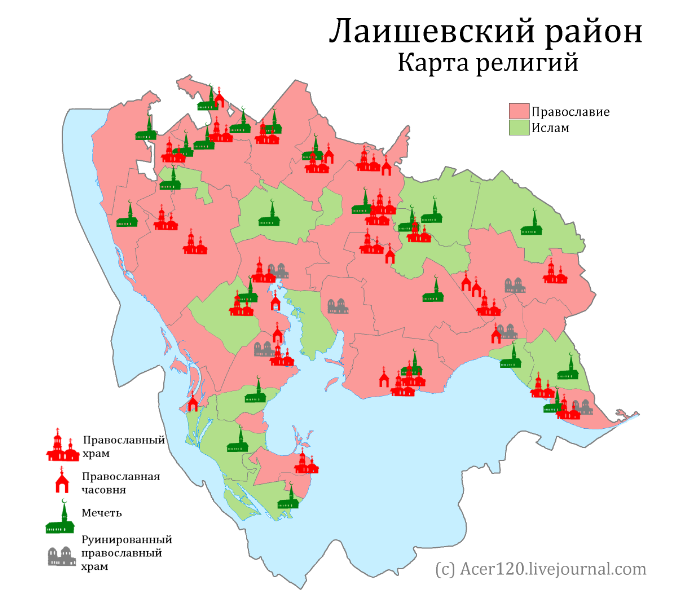
Религиозная карта Лаишевского района

По данным 2019 года, в районе проживает 44 458 человек. Согласно итогам Всероссийской переписи населения 2020 года (из числа указавших национальность), русские составляют 54,3 % населения района, татары — 42 %. Лаишевский район один из 10 районов республики, где русские составляют большинство.
В городских условиях проживают 14,69% населения района.
| 2002    | 2003    | 2004    | 2005    | 2006    | 2007    | 2008    |
| ------- | ------- | ------- | ------- | ------- | ------- | ------- |
| 37 011  | ↘36 300 | ↗37 200 | ↘36 720 | ↗36 863 | ↗36 909 | ↗36 967 |
| 2009    | 2010    | 2011    | 2012    | 2013    | 2014    | 2015    |
| →36 967 | ↘36 516 | ↗36 573 | ↗36 741 | ↗37 403 | ↗37 999 | ↗38 972 |
| 2016    | 2017    | 2018    | 2019    | 2021    |         |         |
| ↗40 042 | ↗41 308 | ↗42 835 | ↗44 458 | ↗61 794 |         |         |

## Муниципально-территориальное устройство
В Лаишевском районе 1 городское, 23 сельских поселений, 1 город и 68 населённых пунктов.
| №        | Муниципальное образование               | Административный центр         | Количество населённых пунктов | Население | Площадь, км² |
| -------- | --------------------------------------- | ------------------------------ | ----------------------------- | --------- | ------------ |
| 1e-06    | Городское поселение                     |                                |                               |           |              |
| 1        | город Лаишево                           | город Лаишево                  | 2                             | ↗10 798   |              |
| 1.000002 | Сельские поселения                      |                                |                               |           |              |
| 2        | Александровское сельское поселение      | посёлок Совхоза им. 25 Октября | 5                             | ↘1722     |              |
| 3        | Атабаевское сельское поселение          | село Атабаево                  | 1                             | ↗505      |              |
| 4        | Большекабанское сельское поселение      | село Малые Кабаны              | 2                             | ↗1765     |              |
| 5        | Габишевское сельское поселение          | село Габишево                  | 1                             | ↗4249     |              |
| 6        | Державинское сельское поселение         | село Державино                 | 1                             | ↗483      |              |
| 7        | Егорьевское сельское поселение          | деревня Каипы                  | 7                             | ↗1125     |              |
| 8        | Кирбинское сельское поселение           | село Кирби                     | 2                             | ↗880      |              |
| 9        | Куюковское сельское поселение           | село Курманаково               | 4                             | ↗110      |              |
| 10       | Макаровское сельское поселение          | село Ташкирмень                | 2                             | ↘604      |              |
| 11       | Малоелгинское сельское поселение        | село Малая Елга                | 3                             | →977      |              |
| 12       | Матюшинское сельское поселение          | деревня Матюшино               | 1                             | ↗169      |              |
| 13       | Нармонское сельское поселение           | село Нармонка                  | 6                             | ↗2412     |              |
| 14       | Никольское сельское поселение           | село Никольское                | 7                             | ↗1228     |              |
| 15       | Орловское сельское поселение            | деревня Орёл                   | 4                             | ↗1115     |              |
| 16       | Пелевское сельское поселение            | село Пелево                    | 1                             | ↗700      |              |
| 17       | Песчано-Ковалинское сельское поселение  | село Песчаные Ковали           | 2                             | ↗3613     |              |
| 18       | Рождественское сельское поселение       | село Рождествено               | 4                             | ↗1241     |              |
| 19       | Сокуровское сельское поселение          | село Сокуры                    | 2                             | ↗1740     |              |
| 20       | Среднедевятовское сельское поселение    | село Среднее Девятово          | 4                             | →653      |              |
| 21       | Столбищенское сельское поселение        | село Столбище                  | 2                             | ↗15 673   |              |
| 22       | Татарско-Сараловское сельское поселение | село Татарские Саралы          | 2                             | ↘362      |              |
| 23       | Татарско-Янтыкское сельское поселение   | село Татарский Янтык           | 1                             | ↗310      |              |
| 24       | Чирповское сельское поселение           | село Чирпы                     | 3                             | ↗900      |              |

| №  | Населённый пункт       | Тип                           | Население | Муниципальное образование               |
| -- | ---------------------- | ----------------------------- | --------- | --------------------------------------- |
| 1  | Александровский        | посёлок                       | 289       | Александровское сельское поселение      |
| 2  | Алексеевский           | посёлок                       | 8         | Куюковское сельское поселение           |
| 3  | Астраханка             | деревня                       | 62        | Нармонское сельское поселение           |
| 4  | Атабаево               | село                          | ↗504      | Атабаевское сельское поселение          |
| 5  | Беляково               | деревня                       | 10        | Никольское сельское поселение           |
| 6  | Берёзовка              | село                          | 60        | Егорьевское сельское поселение          |
| 7  | Бима                   | село                          | 185       | Егорьевское сельское поселение          |
| 8  | Большие Кабаны         | село                          | 543       | Большекабанское сельское поселение      |
| 9  | Бутыри                 | село                          | 30        | Александровское сельское поселение      |
| 10 | Верхние Кармачи        | деревня                       | 14        | Александровское сельское поселение      |
| 11 | Вороновка              | деревня                       | 75        | Песчано-Ковалинское сельское поселение  |
| 12 | Габишево               | село                          | ↗4249     | Габишевское сельское поселение          |
| 13 | Державино              | село                          | ↗466      | Державинское сельское поселение         |
| 14 | Дятлово                | деревня                       | 473       | Рождественское сельское поселение       |
| 15 | Егорьево               | село                          | 9         | Егорьевское сельское поселение          |
| 16 | Емельяново             | село                          | ↘56       | Среднедевятовское сельское поселение    |
| 17 | Зимняя Горка           | деревня                       | 22        | Егорьевское сельское поселение          |
| 18 | Именьково              | село                          | ↘655      | Чирповское сельское поселение           |
| 19 | Каипы                  | деревня                       | 494       | Егорьевское сельское поселение          |
| 20 | Карадули               | село                          | 145       | Нармонское сельское поселение           |
| 21 | Караишево              | село                          | 127       | Нармонское сельское поселение           |
| 22 | Кзыл-Иль               | деревня                       | 9         | Егорьевское сельское поселение          |
| 23 | Кирби                  | село                          | ↘828      | Кирбинское сельское поселение           |
| 24 | Кунтечи                | село                          | 126       | Никольское сельское поселение           |
| 25 | Курманаково            | село                          | 112       | Куюковское сельское поселение           |
| 26 | Куюки                  | село                          | 7         | Куюковское сельское поселение           |
| 27 | Лаишево                | город, административный центр | ↗9076     | город Лаишево                           |
| 28 | Макаровка              | деревня                       | 166       | Макаровское сельское поселение          |
| 29 | Малая Елга             | село                          | ↘712      | Малоелгинское сельское поселение        |
| 30 | Малые Кабаны           | село                          | 456       | Большекабанское сельское поселение      |
| 31 | Маматово               | деревня                       | 0         | Среднедевятовское сельское поселение    |
| 32 | Матюшино               | деревня                       | ↗161      | Матюшинское сельское поселение          |
| 33 | Меретяки               | деревня                       | 75        | Чирповское сельское поселение           |
| 34 | Мысовский              | посёлок                       | 48        | Куюковское сельское поселение           |
| 35 | Нармонка               | село                          | 1846      | Нармонское сельское поселение           |
| 36 | Нижние Кармачи         | посёлок                       | 11        | Александровское сельское поселение      |
| 37 | Никольское             | село                          | 907       | Никольское сельское поселение           |
| 38 | Новая Поляна           | деревня                       | 42        | Никольское сельское поселение           |
| 39 | Обухово                | деревня                       | 68        | Сокуровское сельское поселение          |
| 40 | Орёл                   | деревня                       | 839       | Орловское сельское поселение            |
| 41 | Пальцовка              | деревня                       | 97        | Егорьевское сельское поселение          |
| 42 | Пелево                 | село                          | ↘687      | Пелевское сельское поселение            |
| 43 | Песчаные Ковали        | село                          | ↗3166     | Песчано-Ковалинское сельское поселение  |
| 44 | Пиголи                 | деревня                       | 73        | Никольское сельское поселение           |
| 45 | Полянка                | деревня                       | 25        | Малоелгинское сельское поселение        |
| 46 | Рождествено            | село                          | 278       | Рождественское сельское поселение       |
| 47 | Русские Саралы         | посёлок                       | 37        | Татарско-Сараловское сельское поселение |
| 48 | Сапуголи               | село                          | 50        | Никольское сельское поселение           |
| 49 | Сингели                | село                          | 236       | Рождественское сельское поселение       |
| 50 | Смолдеярово            | деревня                       | ↗58       | Среднедевятовское сельское поселение    |
| 51 | Совхоза им. 25 Октября | посёлок                       | 1611      | Александровское сельское поселение      |
| 52 | Соколовка              | посёлок                       | 9         | Орловское сельское поселение            |
| 53 | Сокуры                 | село                          | ↗1087     | Сокуровское сельское поселение          |
| 54 | Среднее Девятово       | село                          | ↗712      | Среднедевятовское сельское поселение    |
| 55 | Старая Пристань        | деревня                       | ↘1700     | Городское поселение город Лаишево       |
| 56 | Столбище               | село                          | ↗8285     | Столбищенское сельское поселение        |
| 57 | Тангачи                | деревня                       | 209       | Рождественское сельское поселение       |
| 58 | Тарлаши                | село                          | 87        | Никольское сельское поселение           |
| 59 | Татарские Саралы       | село                          | ↘330      | Татарско-Сараловское сельское поселение |
| 60 | Татарский Кабан        | деревня                       | 79        | Нармонское сельское поселение           |
| 61 | Татарский Янтык        | село                          | ↘304      | Татарско-Янтыкское сельское поселение   |
| 62 | Ташкирмень             | село                          | 554       | Макаровское сельское поселение          |
| 63 | Тетеево                | село                          | 136       | Нармонское сельское поселение           |
| 64 | Травкино               | деревня                       | ↗39       | Кирбинское сельское поселение           |
| 65 | Троицкий               | посёлок                       | 47        | Орловское сельское поселение            |
| 66 | Усады                  | село                          | ↗7388     | Столбищенское сельское поселение        |
| 67 | Чирпы                  | село                          | ↘309      | Чирповское сельское поселение           |
| 68 | Чистое Озеро           | деревня                       | 20        | Орловское сельское поселение            |
| 69 | Шуран                  | село                          | ↗261      | Малоелгинское сельское поселение        |

## Экономика

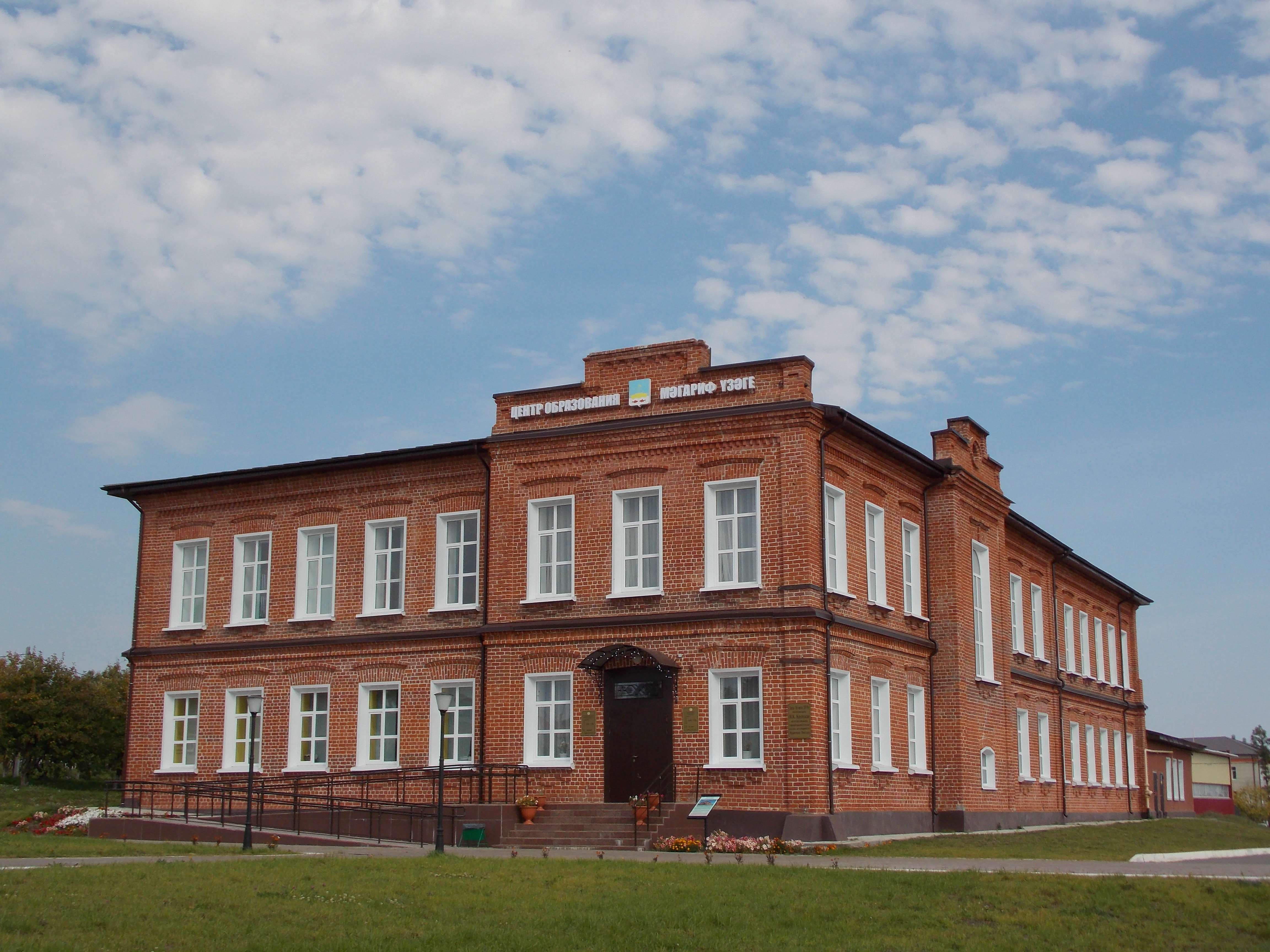
Училище в Лаишево

### Современное состояние
На 2020 год Лаишевский район в национальном рейтинге занимает 4-е место по качеству жизни среди 43 районов (оценивались доходы местного бюджета, среднемесячная зарплата, инфраструктура, объём инвестиций в основной капитал и другие показатели). Средняя зарплата в Лаишево — 43,6 тысячи рублей, что больше других муниципальных образований.
На территории района в 2019 году действовали 540 малых и 10 средних предприятий, а также было зарегистрировано 1274 индивидуальных предпринимателя. В 2018-м доля малого и среднего бизнеса в валовом территориальном продукте района составила 28,6 %.
Благодаря близости к Казани и развитой транспортной инфраструктуре (тут расположен международный аэропорт «Казань»), территория Лаишевского района стала площадкой для работы ряда филиалов столичных организаций Татарстана и компаний из других регионов России. Так, в районе работают группа компаний «Нэфис», технополис «Инвэнт», складской комплекс Ozon, завод промышленной электроники ICL-КПО ВС, птицеводческий комплекс «Ак Барс», предприятия пищевой промышленности — «Птицекомплекс Лаишевский», молочный завод, пищекомбинат, рыбозавод, СХП «Юбилейное» и «Казанский жировой комбинат», и другие.
В 2019 году объём выручки сельскохозяйственных предприятий составил 5,5 млрд рублей, основная доля дохода пришлась на производство мяса и птицы. К дополнительным отраслям относятся пчеловодство, выращивание яровой пшеницы, ржи, ячменя, овса, гороха и льна. Крупными сельскохозяйственными производителями являются компания «Нармонка» и СХП «Золотой Колос», а на «Птицекомплекс Лаишевский» и птицефабрику «Яратэль» приходится производство 80 % яиц в Татарстане.

### Инвестиционный потенциал
В 2018 году в селе Усады Лаишевского района открыли площадку ОЭЗ «Иннополис» общей площадью 110 га. Главный инфраструктурный объект — восьмиэтажный технопарк площадью 12,4 км² — принадлежит компании ICL. В парке также располагаются GDC (ICL Services), IBM и другие компании.
В 2019 году объём инвестиций района в основной капитал составил 12,5 млрд рублей, что позволило ему занять третье место в интегральном рейтинг инвестиционной привлекательности муниципальных районов и городских округов Татарстана. В рейтинге оценивали объём инвестиций от российских и иностранных инвесторов, число зарегистрированных компаний с участием иностранного капитала, а также эффективность продвижения инвестиционного потенциала субъектов республики.
Для поддержки малого и среднего бизнеса на территории муниципального образования действуют шесть промышленных площадок, где на 2020 год числится 32 резидента, а объёмом выручки составил более 2,5 млрд рублей. В настоящий момент развиваются ещё четыре промышленные площадки — в сёлах Кирби, Державино и две в селе Столбищи. До 2030 года запланировано создание ещё одной промышленной территории «Смарт-Сити Казань». Среди инвестпроектов, реализованных с 2013 по 2019 год, запуск в селе Столбище проекта «Казанского завода спецавтомобилей» производства фургонов, автолавок и автодомов, компания «Техстрой» преобразовала в селе Нармонка бывший морковный склад под выпуск фасонных изделий и пластиковых трубных систем, а весной 2021-го должна запуститься вторая очередь промышленного парка «Ин Парк» в селе Песчаные Ковали, в который международный концерн DoorHan инвестирует около 1 млрд рублей.
При этом, компании вкладываются не только в основную деятельность, но и занимаются развитием инфраструктуры. Так, PLC Group планирует организовать в Сокурах научный центр для создания нефтяных фильтров, что позволит создать 70 рабочих мест, а в селе Кирби для сотрудников филиала «КМИЗ Луч» возводят коттеджи.

### Транспорт
По территории района проходят автодороги Р-239 «Казань — Оренбург — граница с Казахстаном», «Шали (М-7) — Сорочьи Горы» (дублёр Р-239 на участке от М-7 до Камы), «Р-239 — Лаишево», «Р-239 — Матюшино», Р-245 «Р-239 — Аэропорт». На северо-западе района находится международный аэропорт «Казань», откуда можно добраться до столицы Татарстана на поезде. Ж/д-станции и платформы на территории района: Комбинат, Усады, Столбище, Аэропорт.
Через район (сельское поселение Егорьевское) пройдёт платная автомагистраль М12 «Восток» Москва — Казань — Екатеринбург, которая станет частью международного транспортного коридора «Европа — Западный Китай» и включает новый мост (у села Орёл в районе).

## Экология

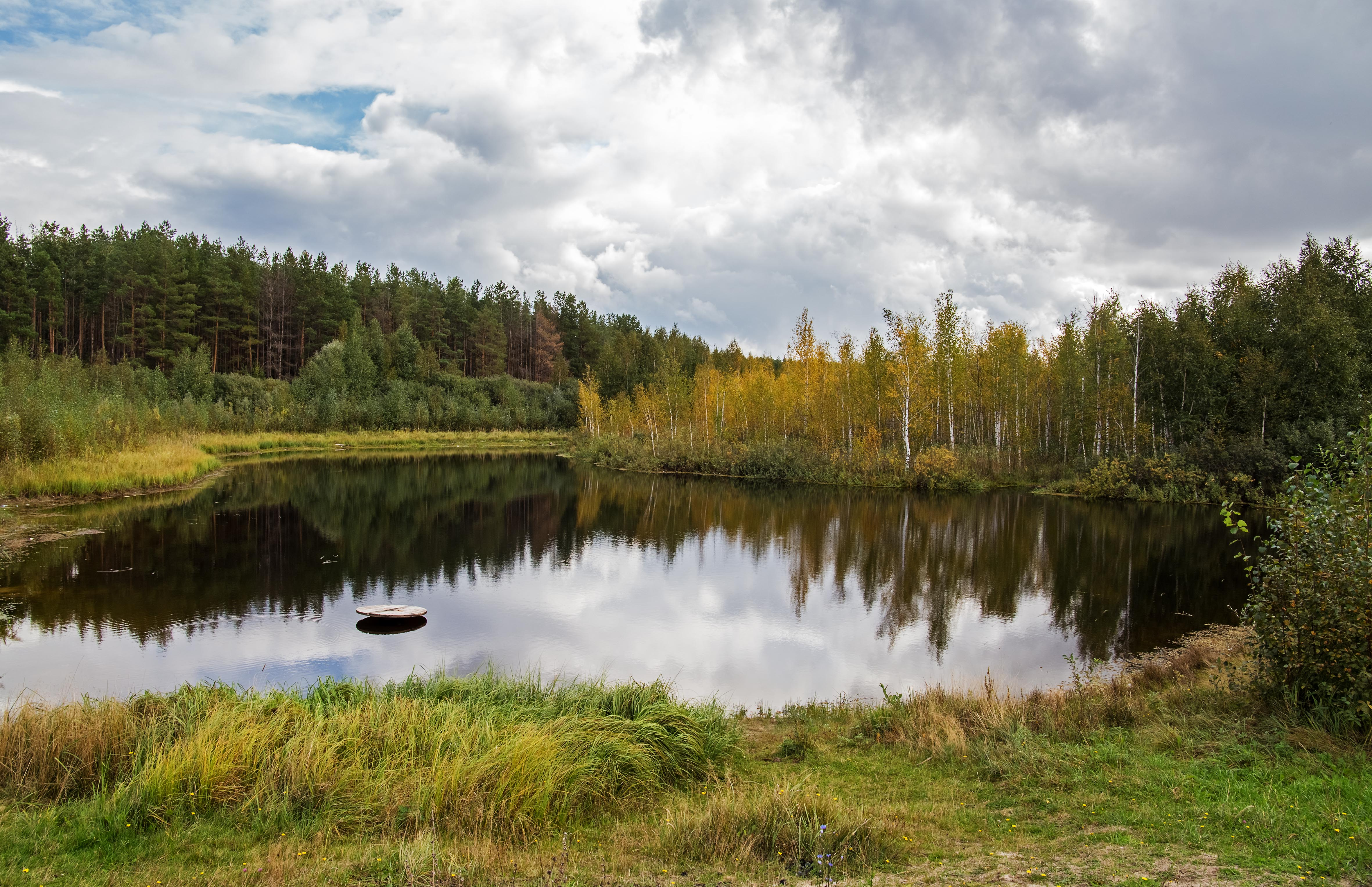
Озеро Моховое

В 2018 году в районе создали природный заказник площадью 11 890 га, цель которого — сохранить устойчивую популяцию водных биоресурсов реки Меши. Кроме того, на территории района находятся природные объекты, относящиеся к памятникам природы:
- Саралинский участок Волжско-Камского государственного природного биосферного заповедника
- Зоологический памятник природы «Гнездовая колония озерной чайки»
- Озёра Архиерейское, Заячье, Зимница, Кирби, Коваленское, Лесное, Моховое, Саламыковское, Сапуголи, Свежее, Чёрное, Чистое

## Социальная сфера

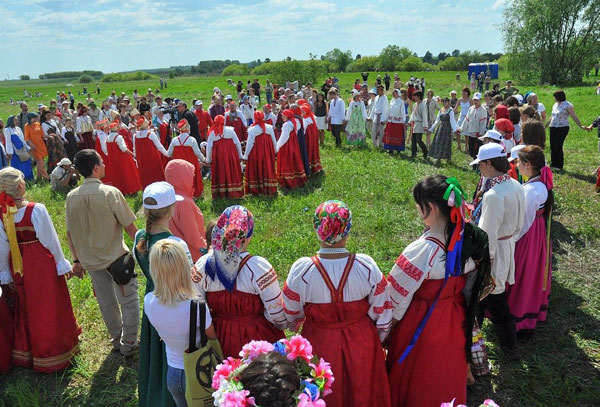
Всероссийский фестиваль русского фольклора в селе Никольское

На 2020 год в районе открыты 25 общеобразовательных школ, 27 библиотек, Лаишевский технико-экономический техникум. Культурная сфера представлена музеем Лаишевского края, Домом народного творчества, музеем истории праздника «Каравон», который ежегодно проводит крупное мероприятие в селе Русское Никольское. Среди районных газет «Камская новь» («Кама ягы»), которая выходит на русском и татарском языках.
В Лаишево ежегодно проходит парусная регата «Камское море» — в 2017 году под этим брендом открыли благоустроенный городской пляж. Город также является местом проведения регулярного костюмированного мероприятия в честь поэта Гавриила Державина, родившегося в селе Сокуры.
В культурной среде Лаишево известен как место съёмок сериала «Зулейха открывает глаза» по одноимённой книге Гузель Яхиной. В 2018-м на берегу Камы построили посёлок-декорацию Семрук, который после выхода сериала не стали разбирать, а сделали туристической достопримечательностью.